# Leuconostocaceae
Leuconostocaceae bilden eine Familie grampositiver Bakterien aus der Ordnung Lactobacillales, den typischen Milchsäurebakterien. Sie bilden keine Katalasen (sie sind Katalase-negativ) und weisen, wie alle Vertreter des Stammes Firmicutes, einen niedrigen GC-Gehalt auf. Sie sind fakultativ anaerob, d. h. relativ unempfindlich gegen Sauerstoff. Alle der drei Gattungen treten als meist ovale Kokken auf, allerdings findet man bei der Gattung Weissella auch stäbchenförmige Zellen. Sporenbildung tritt nicht auf. Kennzeichnend, wie auch für die Milchsäurebakterien allgemein, ist der fermentative Stoffwechselweg (Milchsäuregärung), bei dem Milchsäure das Endprodukt ist. Alle Gattungen von Leuconostocaceae sind hierbei obligat heterofermentativ, d. h. neben Milchsäure treten auch andere Stoffwechselendprodukte, wie z. B. CO2, Acetat (Essigsäure) und Ethanol auf.

## Vorkommen
Alle Vertreter von Leuconostocaceae benötigen im Allgemeinen nährstoffreiche Umgebungen. Man findet die Gattungen häufig in Nahrungsmitteln wie z. B. in Milch und Milchprodukten, Fleisch und auch in verdorbenen Fischprodukten. Weitere Fundorte von Leuconostoc und auch Weissella sind sich bereits zersetzende Pflanzenreste, seltener lebende Pflanzen. Leuconostoc scheint hierbei die vorherrschende Gattung bei den auf toten Pflanzenresten vorkommenden Milchsäurebakterien zu sein.

## Systematik und Phylogenie
Gattungen dieser Familie sind:
- Convivina Praet et al. 2015
- Fructobacillus Endo and Okada 2008
- Leuconostoc van Tieghem 1878
- Oenococcus Dicks et al. 1995
- Weissella Collins et al. 1994

Durch phylogenetischen Untersuchungen mit Hilfe Vergleiche der 16S-rRNA und der 23S-rRNA (s.h. Ribosomale RNA) wurden verschiedene Arten von Leuconostoc zu der Gattung Weissella und Leuconostoc oenos zu der Gattung Oenococcus gestellt und später diese drei Gattungen in der Familie Leuconostocaceae vereinigt. Leuconostoc, Oenococcus und Weissella werden in der Phylogenie zu dem sogenannten "Clostridium-Zweig" gestellt. Zu diesem Zweig (englisch: Clostridium branch) zählen auch Gattungen der typischen Milchsäurebakterien wie Lactobacillus, Lactococcus, Enterococcus und Carnobacterium. Diese Gattungen sind also evolutionär eng miteinander verwandt. Im Jahr 2006 wurde eine weitere Art zu der Gattung Oenococcus gestellt, O. kitaharae Endo & Okada 2006.
Interessant ist die Gattung Oenococcus im Zusammenhang mit der Evolutionsrate. Aufgrund der 16s-rRNA-Vergleiche scheint Oenococcus oeni eine sehr schnelle Evolutionsrate aufzuweisen. Man spricht von einer tachytelischen im Gegensatz zu der langsamen, bradytelischen Evolutionsrate. Oenococcus oeni steht im Vergleich zu den beiden anderen Gattungen weiter entfernt auf dem Ast des phylogenetischen Baums. Auch bei in Weissella und Leuconostoc eher konservierten Punkten der rRNA variiert Oenococcus stärker. Diese Vermutung wurde allerdings wieder angezweifelt.

## Bedeutung für den Menschen
Alle Vertreter dieser Familie spielen bei der Lebensmittelverarbeitung eine große Rolle. Vor allem Leuconostoc bei der Herstellung von Milchprodukten (Sauermilch, Buttermilch usw.). Leuconostoc ist auch wichtig für die Silage-Gewinnung. Oenococcus spielt bei der Weinherstellung die größte Rolle unter den Milchsäurebakterien, durch die Malo-Lactat-Gärung (englisch: "malolactic fermentation", MLF) erhält der Wein einen milderen Geschmack.
Arten von Leuconostoc konnten früher in der Zuckerindustrie durch die sogenannte Froschlaichgärung auch erheblichen Schaden verursachen. Die Beschreibung und Benennung dieser Gattung von Van Tieghem im Jahr 1878 resultierte auch aus der wissenschaftlichen Untersuchung dieser wirtschaftlichen Probleme.